# Plug (visserij)

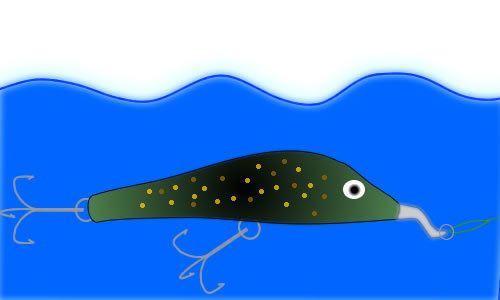
Een uit velerlei soorten pluggen

Een plug is een kunstaas gebruikt in de hengelsport als men doelgericht vist op roofvis, zoals snoek, roofblei, baars, snoekbaars.
Pluggen zijn in veel verschillende vormen en kleuren pluggen uitgevoerd. De vorm hangt meestal samen met het type roofvis waarop wordt gevist. Zo eten snoeken relatief veel baars en voorn, waardoor met het vissen met baars-achtige strepen waarschijnlijk meer snoek gevangen wordt dan met een voor de snoek onbekend strepen- of schubbenpatroon.

## Vorm
Een plug is vaak samengesteld uit maar een enkel deel, hoewel ook pluggen bestaan uit twee of drie delen. In geval van meerdere delen worden ze verbonden door ringen.
Aan de voorkant van een pluggen is een lange lip bevestigd. Deze zorgt ervoor dat door de beweging van de plug t.o.v. het water de plug zal zakken tot een bepaalde diepte die kan variëren van een halve tot twee meter, maar ook soms wel tot 8 meter.
Naast een lip hebben de pluggen ook typische roofvishaken, dreggen. Een dreg is een bundel van drie of vier haken die vaak worden gebruikt bij het vissen op roofvis. Ze worden meestal vooraan en onderaan of achteraan geplaatst, omdat de roofvis onwaarschijnlijk in de zijkanten aanvalt.

## Gebruik
Het verschil tussen een plug en een jerkbait bestaat eruit, dat bij het werpen en binnenhalen een plug meestal bijna geluidloos zakt en in een regelmatig tempo wordt binnengehaald. Bij een jerkbait is het echter juist de bedoeling om in onregelmatige trekken veel lawaai te maken op het oppervlak, de roofvis verneemt dit en zal dan toeslaan in een spectaculaire aanval. Dit is bij jerkbaits mogelijk omdat ze geen lip hebben en dus niet zakken, anders zouden er te weinig en te zwakke trillingen ontstaan.